# Хэмптон, Райан
Райан Хэмптон — американский писатель, автор книги «Исправить Америку: опиумный кризис изнутри и как его остановить», журналист и активист.

## Ранняя жизнь
Хэмптон родился 9 августа 1980 года. Он посещал университет Мэримонт в Арлингтоне, штат Вирджиния, и работал на бывшего генерального прокурора США Джанет Рено в кампании на место губернатора Флориды в 2002 году.

## Активизм
Хэмптон был помощником Белого дома во время администрации Клинтона и стал зависимым от опиоидов вскоре после ухода из Белого дома в 2001 году. Он был бездомным и начал лечение от наркотической зависимости в 2015 году.
Он работает с группой адвокатов по борьбе с наркоманией «Facing Addiction». Райан Хэмптон был делегатом Демократического национального собрания 2016 года.
Хэмптон идентифицирует себя как демократ, но работал с республиканцами, такими как Джеб Буш и знаменитостями, такими как д-р Мехмет Оз, чтобы привлечь внимание Дональда Трампа к опиоидному кризису.
Хэмптон — откровенный критик Дональда Трампа.

## Документальный фильм
Во время своего выздоровления Хэмптон вместе со своим лучшим другом путешествовал по Америке летом 2016 года, чтобы снять 7-серийный документальный сериал «Наркотическая зависимость в Америке». Серия была выпущена на YouTube и на Huffington Post.

## Поддержка программ реабилитации заключенных
Во время съемок его документальной серии Хэмптон посетил тюрьму округа Честерфилд, штат Вирджиния. Он выделил первую в стране программу под названием «Программа восстановления зависимости от героина». Визит Хэмптона и документальный фильм о тюрьме привлекли внимание к этому вопросу во время президентских выборов 2016 года и помогли разжечь диалог об оказании поддержки в рамках системы уголовного правосудия.

## Критика фармацевтической пропаганды
Хэмптон критиковал Purdue Pharma и их пожертвования в зарубежные художественные учреждения и некоммерческие организации. Он открыто назвал Purdue Pharma и его умершего основателя Рэймонда Сэклера, производителем американского опиоидного кризиса.